# Freek van den Bergh
Freek van den Bergh is een Nederlands fotograaf. Hij won meerdere keren een Zilveren Camera.
Van den Bergh behaalde zijn bachelor in journalistiek aan de Hogeschool Utrecht. Hij was betrokken bij de campagne 'Fotojournalistiek heeft een prijs’ van de Nederlandse Vereniging van Journalisten. Voor zijn opdrachtgevers is van den Bergh geregeld te vinden aan het Binnenhof.
- International Standard Name Identifier: 0000 0004 6881 4932
- Nederlandse Thesaurus van Auteursnamen: 416191231
- Virtual International Authority File: 38151715679813782620
- WorldCat: E39PCjyGbBgCpCwvTkKprQqGBK